# سولینکا (استان پودکارپاتسکیه)
سولینکا (به لهستانی:  Solinka) یک روستا در لهستان است که در گمینا چیسنا واقع شده‌است. سولینکا ۱۰ نفر جمعیت دارد.